# Агнесса Гедвига Ангальтская
Агнесса Гедвига Ангальтская (нем. Agnes Hedwig von Anhalt; 12 марта 1573, Дессау — 3 ноября 1616, Сённеборг) — принцесса Ангальтская. Вторая супруга курфюрста Августа Саксонского, затем герцогиня Шлезвиг-Гольштейн-Зондербург-Плёнская.

## Биография
Агнесса Гедвига — дочь князя Иоахима Эрнста Ангальтского и его второй супруги Элеоноры Вюртембергской. В 8-летнем возрасте в 1581 году была назначена аббатисой Гернродского монастыря. В 1586 году она покинула монастырь и ещё не достигнув 13 лет сочеталась браком с 60-летним курфюрстом Августом. Саксонский курфюрст умер спустя несколько недель 11 февраля 1586 года. Вдова получила в своё владение замок Лихтенбург, в котором так никогда и не жила.
Спустя два года 14 февраля 1588 года Агнесса Гедвига вышла замуж за 43-летнего вдовца — герцога Иоганна Шлезвиг-Гольштейн-Зондербургского, брата первой супруги её первого мужа. Её приданое составил 30 тыс. имперских талеров. В первом браке у Иоганна было уже четырнадцать детей, некоторые из которых были старше её. Агнесса Гедвига родила в браке с герцогом Иоганном родила ещё девять детей:
- Элеонора (1590—1669)
- Анна Сабина (1593—1659), замужем за герцогом Юлием Фридрихом Вюртемберг-Вейльтингенским
- Иоганн Георг (1594—1613)
- Иоахим Эрнст (1595—1671), герцог Шлезвиг-Гольштейн-Зондербург-Плёна
- Доротея Сибилла (1597—1597)
- Доротея Мария (1599—1600)
- Бернгард (1601)
- Элеонора София (1603—1675), замужем за герцогом Кристианом II Ангальт-Бернбургским
- Агнесса Магдалена (1607—1618)